# Luc Colin
Luc Gérard Colin (* 1. Juni 1935 in Bussang; † 25. Mai 1999 ebenda) war ein französischer Skilangläufer.
Colin belegte bei den Nordischen Skiweltmeisterschaften 1966 in Oslo den 33. Platz über 15 km und den achten Rang mit der Staffel. Zwei Jahre später lief er bei seiner einzigen Teilnahme an Olympischen Winterspielen in Grenoble auf den 44. Platz über 50 km und auf den 42. Rang über 30 km.